# Urzulei
Urzulei ist eine italienische Gemeinde (comune) mit 1071 Einwohnern (Stand 31. Dezember 2023) in der Provinz Nuoro auf Sardinien. Die Gemeinde liegt etwa 22,5 Kilometer nordwestlich von Tortolì im Parco Nazionale del Golfo di Orosei e del Gennargentu. Etwa zehn Kilometer östlich liegt das Tyrrhenische Meer.

## Verkehr
Durch die Gemeinde führt die Strada Statale 125 Orientale Sarda von Cagliari nach Palau.
Die Gigantengräber von S’Arena und Fennau liegen, nicht weit voneinander entfernt, auf der Hochebene von Campu Oddeu, bei Urzulei.